# Samsung Heavy Industries
Pour les autres sujets connus sous le nom abrégé de Samsung, voir Samsung.
Samsung Heavy Industries (en coréen : 삼성중공업) est une société coréenne spécialisée dans la construction navale fondée le 5 août 1974, et filiale du Groupe Samsung. 
Elle construit aussi des portiques de manutention, des éoliennes et des systèmes de contrôle.
L'entreprise est cotée à la bourse de Séoul et est le troisième constructeur naval en 2012 par tonnage cumulé.

## Histoire
En septembre 2014, Samsung Heavy acquiert Samsung Engineering, spécialisée dans l'ingénierie, pour 2,5 milliards de dollars

## Actionnaires
Principaux actionnaires au 3 novembre 2020 :
| Samsung Electronics                    | 16,0% |
| Service National des Pensions de Corée | 7,07% |
| Samsung Heavy Industries               | 4,12% |
| Samsung Life                           | 3,06% |
| Samsung Heavy Industries ESOA          | 2,50% |
| Samsung Electro-Mechanics              | 2,16% |
| The Vanguard Group                     | 2,06% |
| Dimensional Fund Advisors              | 0,89% |
| Banque centrale de Norvège             | 0,59% |
| BlackRock                              | 0,43% |